# ジュリアン・ゾンマヴィル・ハッチャー
ジュリアン・ゾンマヴィル・ハッチャー（Julian Sommerville Hatcher、1888年6月26日 - 1963年12月4日）はアメリカ陸軍の軍人で銃技術者。ストッピングパワーの研究を行った初期の学者でハッチャースケールを作成し、銃の研究開発でいくつかの著作を残している。引退後は全米ライフル協会の発行誌アメリカンライフルマンのテクニカルライターを務めていた。

## 経歴
バージニア州ハイフィールドの生まれ。1909年にアナポリスを卒業した。エノリア・ダシールと結婚して三人の子供をもうけた。
陸軍少将としてアメリカ陸軍武器科のスモールアームズのチーフになり、銃器開発でスプリングフィールド銃やM1ガーランドライフルの問題解決を行った。
1916年にホッチキス M1909機関銃の問題を解決するためにメキシコとの国境へ派遣される。兵士が誰も機関銃を適正に使用できていないことが問題であった。兵士を訓練するために最初の機関銃学校を設立した。
ロックアイランド兵器製造所で開発されていたスプリングフィールドM1903小銃の問題解決を行っている。この時にレシーバーの左側に開けられた破裂防止穴はハッチャーホール(Hatcher Hole)と呼ばれている。

## 著作
- Julian S. Hatcher, Glenn P. Wilhelm and Harry J. Malony, Machine Guns, Menasha, Wisc., George Banta Pub. Co., 1917 [Riling 1833]
- Julian S. Hatcher, Pistols and Revolvers and Their Use, Marshallton, Del., Small-Arms Technical Pub. Co., 1927 [Riling 2017]
- Julian S. Hatcher, Textbook of Pistols and Revolvers, Onslow County, N.C., Small-Arms Technical Pub. Co., 1935 [Riling 2170]
- Julian S. Hatcher, Textbook of Firearms Investigation, Plantersville, S.C., Small-Arms Technical Pub. Co., 1935 [Riling 2171]
- Julian S. Hatcher, Hatcher's Notebook, Harrisburg, Pa., Military Service Pub. Co., 1947 [Riling 2596]
- Julian S. Hatcher, The Book of the Garand, Washington, Infantry Journal Press, 1947 [Riling 2645]
- Julian S. Hatcher, Al Barr, H.P. White and Charles L. Neumann, Handloading, Washington, National Rifle Association of America, 1950. [Riling 2722]